# Norwich, Connecticut

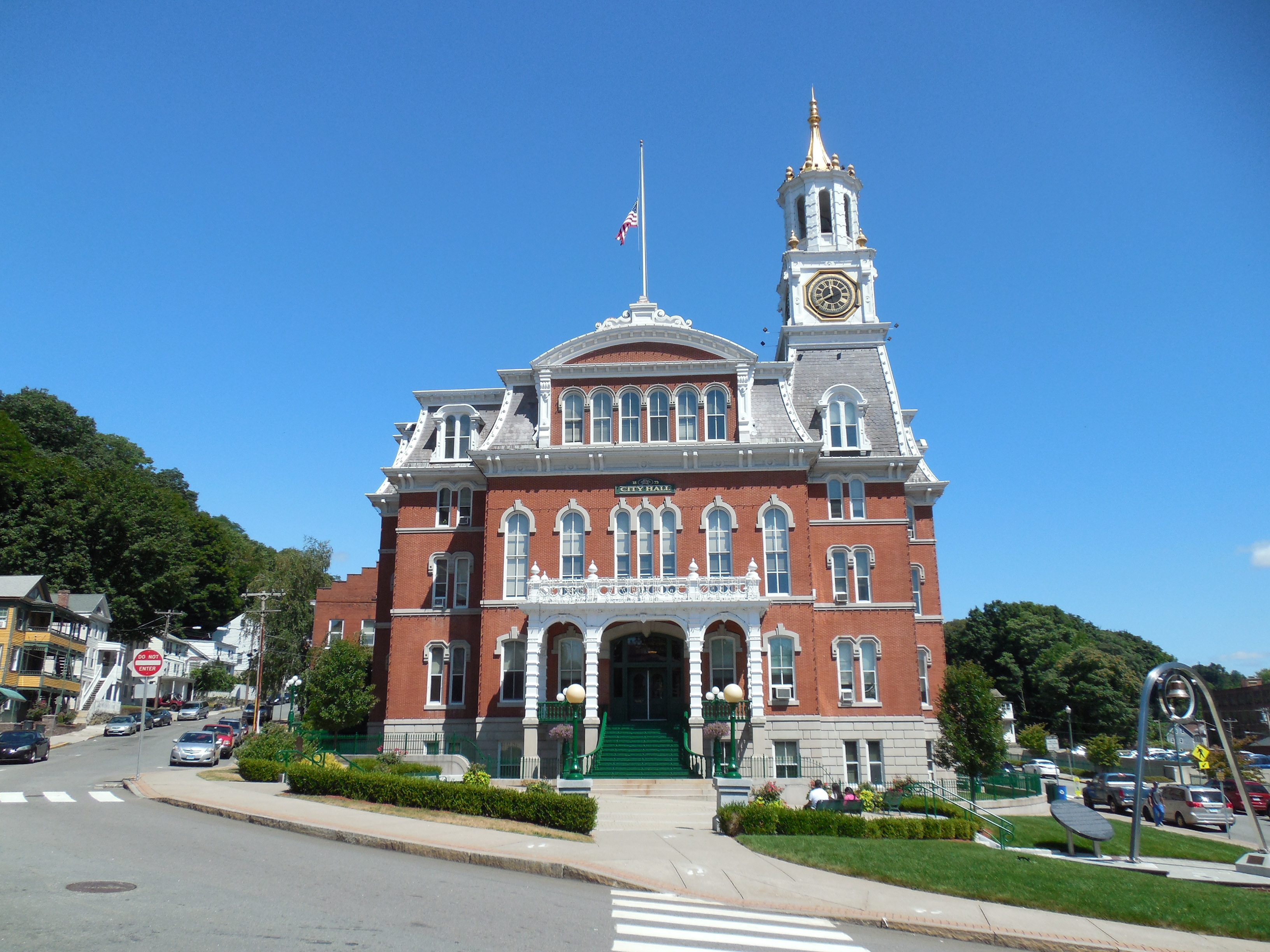

Norwich, Connecticut là một thành phố thuộc quận New London trong tiểu bang Connecticut, Hoa Kỳ. Thành phố có tổng diện tích 76,4 km², trong đó diện tích đất là 73,4 km². Theo điều tra dân số Hoa Kỳ năm 2010, thành phố có dân số 40.493 người. 
Ba con sông, Yantic, Shetucket, và Quinebaug, chảy vào thành phố và hình thành bến cảng của nó, từ đó sông Thames chảy về phía nam đến eo biển Long Island. Norwich được thành lập năm 1659 khi định cư từ Old Saybrook, Connecticut mua đất từ Uncas, tù trưởng của bộ lạc người Mỹ bản xứ Mohegan. Trong thế kỷ 19, Norwich đã được biết đến là một thành phố chế tạo vì có nhiều nhà máy lón.